# Спецслужбы Японии
Спецслужбы Японии
Создание современной системы специальных служб началось после окончания Второй мировой войны, поскольку после капитуляции Японии ранее действовавшие спецслужбы были расформированы.
В состав специальных служб входят:
1. Информационно-исследовательское бюро при кабинете министров (Naikaku Chosashitsu Betsushitsu; сокр. Naicho)
2. Разведывательный отдел Управления государственной обороны (Jouhou Honbu)
3. Штаб разведки Управления государственной обороны
4. Органы военной контрразведки
5. Подразделение защиты информации
6. Радиоразведка (Chosa Besshitsul; сокр. Chobetsu)[1]
7. Управление разведки и анализа (Intelligence and Analysis Bureau) при Министерстве иностранных дел
8. Управление расследований общественной безопасности (Koancho) при Министерстве юстиции
9. Иммиграционное управление при Министерстве юстиции
10. Подразделение разведки Сухопутных сил Японии[англ.][2]
11. Оперативная разведывательная команда (Fleet Intelligence Command) Морских сил самообороны[3]
12. Управление разведки (Intelligence Division) Воздушных сил самообороны[4]
13. Главное полицейское управление (Управление охраной)
14. Бюро безопасности Государственного полицейского агентства (Security Bureau National Police Agency (NPA)[5][6]
15. Управление безопасности на море
16. Японский научно-технологический информационный центр (Japan External Trade Organization; сокр. JETRO).

## Информационно-исследовательское бюро (Найтё)
Ведущий разведывательный орган Японии. Занимается концентрацией и анализом информации, готовит материалы правительству для принятия им политических решений. В своей разведывательной деятельности обычно используют дипломатическое прикрытие.
Численность персонала – около 80 человек. Из-за малого числа сотрудников активно вербует иностранных граждан. На сотрудничество с Найтё охотно идут сотрудники крупнейших японских компаний и агентств.
Отделы:
1. внутренней информации;
2. зарубежной информации;
3. по взаимодействию с другими спецслужбами страны, с государственными учреждениями, частными фирмами и общественными организациями;
4. по связям со СМИ;
5. аналитический.

## Разведывательный отдел Управления государственной обороны
Управление государственной обороны занимается выработкой рекомендаций в сфере безопасности и обороны. В состав разведывательного отдела входит два отделения:
1. разведывательное отделение – отвечает за разведку внутри страны;
2. отделение международного планирования – разведка за рубежом.

## Штаб разведки Управления государственной обороны
В её основе лежит опыт Разведывательного управления Министерства обороны США. Численность персонала – более 2,2 тыс. человек. Первоочередными объектами изучения являются вооруженные силы и оборонные потенциалы России, КНР и КНДР. Осуществляет сбор и анализ информации в том числе из иностранной открытой печати.
Структура:
1. административное управление;
2. управление планирования;
3. управление образов (Imagery Division). Основная задача – анализ спутниковых снимков;
4. управление электронной разведки;
5. управление анализа.

## Подразделение защиты информации
Подразделение пресекает утечку закрытой информации и контролирует соблюдение режима секретности. Также осуществляется сбор информации о лицах, которые пытаются вступить в несанкционированный контакт с японскими военнослужащими. Численность подразделения – 900 человек.

## Радиоразведка (Chobetsu)
Центры радиоэлектронной разведки расположены:
- на острове Фукуэ в Корейском проливе;
- в городах Немуро и Вакканай (в районе острова Хоккайдо);
- на острове Окусири;
- в префектуре Кагосима;
- в префектуре Сага.

## Управление разведки и анализа
Управление осуществляет сбор данных, необходимых для выработки внешнеполитического курса страны, их анализ и выработку предложений руководству министерства иностранных дел.

## Главное полицейское управление (Управление охраной)
Задачей управления является контрразведывательное обеспечение государственной безопасности.
Отделы:
1. отдел общественной безопасности;
2. иностранный отдел;
3. следственный отдел.

## Управление расследований общественной безопасности
Защита конституционного строя Японии. Численность персонала – 1100 человек.
Структура:
1. 1-й департамент — контрразведывательное обеспечение защиты конституционного строя страны (борьба с организациями типа Аум Синрикё);
2. 2-й департамент — связь с иностранными спецслужбами.

## Органы военной контрразведки
Как и японская военная разведка, построены аналогично контрразведке  армии США. Тесно сотрудничают с офицерами военной контрразведки вооруженных сил США, находящихся на Японских островах.

## Иммиграционное управление
Контролирует въезд и выезд граждан и иностранцев. Собирает разведывательную и контрразведывательную информацию. Тесно сотрудничает с контрразведывательными службами Японии.

## Японский научно-технологический информационный центр
Центр осуществляет промышленный шпионаж, научно-техническую и экономическую разведку. Собранную информацию Центр предоставляет японским компаниям.
Кроме того, разведывательные функции выполняет Береговая охрана Японии.